# Кормье, Гордон
Гордон Кайл Диез Кормье (англ. Gordon Kyle Diez Cormier; род. 8 октября 2009, Ванкувер, Британская Колумбия) — канадский актёр филиппинского происхождения, наиболее известный по ролям Джо в «Противостоянии» (2020) и Аанга в телесериале «Аватар: Легенда об Аанге» от Netflix (с 2024 года).

## Биография
Он вырос в Ванкувере, Британская Колумбия, где заинтересовался актёрским мастерством.
В 2019 году он дебютировал на телевидении в роли гватемальского мальчишки в «Достать коротышку». В том же году Кормье также появился в сериале «Затерянные в космосе».
Его роль в «Противостоянии» (2020) в роли Джо, мальчика, который становится подопечным Надин Кросс, привлекла к нему всеобщее внимание.
В августе 2021 года его приняли на роль главного персонажа Аанга в телесериале «Аватар: Легенда об Аанге» от Netflix, ремейка одноименного мультсериала.

## Фильмография
| Год       |    | Русское название                     | Оригинальное название       | Роль                                                             |
| --------- | -- | ------------------------------------ | --------------------------- | ---------------------------------------------------------------- |
| 2019      | с  | Достать коротышку                    | Get Shorty                  | гватемальский мальчишка (серия «Что делать, когда приземлишься») |
| 2019      | тф | Рождественское чудо                  | A Christmas Miracle         | Джейкоб                                                          |
| 2019      | с  | Затерянные в космосе                 | Lost in Space               | мальчик (серия «Девяносто семь»)                                 |
| 2020—2021 | с  | Противостояние                       | The Stand                   | Джо (8 серий)                                                    |
| 2021      | с  | Страшные истории в двух предложениях | Two Sentence Horror Stories | молодой Чарльз (эпизод «Самозванец»)                             |
| 2022      | мс | Команда Зенко, вперёд!               | Team Zenko Go               | Луи (13 серий)                                                   |
| 2024      | с  | Аватар: Легенда об Аанге             | Avatar: The Last Airbender  | Аватар Аанг                                                      |